# Семантические веб-сервисы
Семанти́ческие веб-се́рвисы (англ. Semantic Web Services, SWS; иногда Semantic Web Web Services, SWWS) — законченные элементы программной логики с однозначно описанной семантикой, доступные через Интернет и пригодные для автоматизированного поиска, композиции и выполнения с учетом их семантики. В тематической литературе часто называются «динамической составляющей семантической паутины».
Технически семантический веб-сервис отличается от обычного веб-сервиса тем, что пользователю предоставляется не только описание интерфейса (обычно на языке WSDL) в терминах типов передаваемых сервису данных, возвращаемых значений и генерируемых ошибок, но и описание его семантики, то есть того, что сервис делает, его предметной области, назначения и т. п. WSDL-описания сервисов изначально были предназначены для машинной обработки, кроме того, стандарт WSDL допускает наличие в этих описаниях произвольного дополнительного XML-содержимого, которое должно игнорироваться программами, не предполагающими обработки этого содержимого — таким образом, метаданные не приходится выносить из WSDL-файлов.
Существует несколько языков описания семантических веб-сервисов: SAWSDL, OWL-S, WSMO. Все эти языки ориентированы на взаимодействие с WSDL. Из этих языков наиболее широкими возможностями обладают OWL-S и WSMO.
Консорциум W3 предполагает использование для описания веб-сервисов тех же языков разметки, что и для статической части семантической паутины (RDF, RDF Schema, OWL), а также онтологии OWL-S, описывающей базовую терминологию предметной области. OWL-S состоит из четырёх онтологий — базовой онтологии, онтологии сервиса, онтологии модели сервиса, онтологии процесса. Можно рассматривать OWL-S как семантическое расширение UDDI-описания веб-сервиса.
При использовании этой онтологии и языков разметки семантика сервиса характеризуется семантикой четырёх его характеристик (IOPE, по первым буквам названия каждой характеристики):
- входные параметры (англ. inputs);
- выходные параметры (англ. outputs);
- предварительные условия (англ. preconditions);
- эффекты выполнения (англ. effects).

Концепция веб-сервисов подразумевает, что отдельные веб-сервисы предлагают совокупность операций, обладающих определенной ограниченной функциональностью. Так как для решения сложных задач требуется использовать функциональность операций нескольких сервисов, в ходе развития технологии возникли понятия «оркестровки», «хореографии» веб-сервисов — композиции операций, выполняемых при программировании сложных веб-приложений. В декларациях, связанных с потенциальными возможностями семантических веб-сервисов, возможность автоматической композиции стоит на первом месте. При этом под термином «семантический веб-сервис» понимаются не только веб-сервисы с независимо вызываемыми операциями, но и композитные веб-сервисы.

## Инструменты
OWL-S Editor — редактор, позволяющий создавать OWL-S описание веб-сервиса.